# Driss El Azami El Idrissi
Pour les articles homonymes, voir Azami et Idrissi.
Driss El Azami El Idrissi (en arabe: ادريس الأزمي الإدريسي), né le 16 septembre 1966 à Fès, est un homme politique marocain, président du Conseil National du Parti de la justice et du développement.               
En 2012, il est nommé par Sa Majesté le Roi Mohammed VI ministre délégué auprès du ministre de l'Économie et des Finances chargé du Budget dans le Gouvernement Benkirane.
En 2015, il est élu maire de Fès, fief du parti de l'Istiqlal succédant ainsi à Hamid Chabat, Secrétaire Général de ce parti.  

## Biographie

### Parcours académique
Il a effectué ses études primaires à Taounate, il poursuit par la suite ses études en physique et chimie à la Faculté des Sciences de l'Université Sidi Mohamed Ben Abdellah de Fès, où il obtient une licence en chimie en 1989. L'année suivante, il décroche un Diplôme d'Etudes Approfondies (DEA) en chimie appliquée de l'université de Poitiers puis un Doctorat d'Etat au sein de la même université. 
Il poursuit son cursus avec un diplôme du Cycle Supérieur de l'École Nationale d'Administration (ENA) de Rabat en 1997, un diplôme en études économiques à la Faculté des Sciences Juridiques, Économiques et Sociales (FSJES) de l'Université Mohammed V - Agdal de Rabat en 2001 et enfin, en 2006, un diplôme en études supérieures de l'Institut d'administration des entreprises de Paris.

### Parcours politique
Driss El Azami El Idrissi est membre du Secrétariat Général du Parti de la justice et du développement, de la commission des programmes électoraux du Parti de la Justice et du Développement, conseiller économique et financier du groupe parlement du Parti de la Justice et du Développement, et ancien Président du forum des cadres du Parti de la Justice et du Développement. En 2008, il devient chef de la division des relations avec l'Union Européenne à la Direction du Trésor et des Finances Extérieures (DTFE) au ministère de l’Économie et des Finances et y occupe ensuite le poste de directeur adjoint.
Le 3 janvier 2012, il est nommé ministre délégué auprès du ministre de l'Économie et des Finances chargé du Budget dans le Gouvernement Benkirane.
Le 4 septembre 2015, le PJD remporte les élections communales à Fès et le 15 septembre, Driss El Azami est élu président de la commune urbaine de Fès (maire). 
À la suite des élections législatives de 2016, Driss El Azami El Idrissi a été désigné président du groupe parlementaire du PJD à la Chambre des représentants[Quand ?].  
Le 11/12/2018, il est élu président du Conseil national du Parti de la Justice et du développement (PJD), à l'issue d'une opération de vote au terme du 8e congrès national du parti[Quand ?].